# エアポート2000
『エアポート2000』（Killing Moon）は、アメリカ合衆国・カナダ合作のパニック映画である。テレビ映画として制作されたが、カナダでは2000年に劇場公開された。日本では劇場未公開で、アルバトロス社よりVHSソフトおよびDVDが発売された。

## あらすじ
ハワイのモロカイ空港を飛び立った旅客機335便の中で、突然、乗客の一人が血を吐いて死んだ。そのあと、次々と乗客が死に、操縦士二名も命を絶たれる。セスナ機の操縦経験を持つ女性が、代わりに管制塔の指示で操縦することになった。
機内で起きていた乗客の怪死は、アメリカ国家安全保障委員会が行ったDNA操作による放射能汚染が原因だった。委員会のフランクは、着陸予定のホノルル国際空港が着陸を拒否したため、ロサンゼルスのグレンオード空軍基地に着陸するよう指示する。しかし、この物質を利用して化学兵器を製造することを考えたフランクは、急遽進路の変更を指示。機体はいつのまにかロッキー山脈の上空を飛行していた。
証拠隠滅のために335便を墜落させようとするフランク。突如、機体の前に巨大な山が姿を現した。

## スタッフ
- 監督:ジョン・ブラットショー
- 製作:ジョン・ジルスビー
- 脚本:トニー・ジョンストン
- 音楽:テレンス・ゴーワン
- 撮影:ニコラス・フォン・スターンバーグ

## キャスト
- ローラ・チャドウィック：ペネロープ・アン・ミラー
- フランク・コンロイ：ダニエル・ボールドウィン
- クレイトン・ダレル：キム・コーツ
- エド：ウィリアム・B・デイヴィス
- ヤマダ：デニス・アキヤマ
- 副操縦士：スチュワート・アーノット

## 注
1. ↑  この作品は、『大空港』に始まる「エアポート･シリーズ」とは関係がない。また、アルバトロス社は、他にもエアポートを冠したタイトルでソフトを発売しているが、それらの作品とも制作上直接の関係はない。